# Mohamed Soukhane
Pour les articles homonymes, voir Soukhane.
Mohamed Soukhane est un footballeur franco-algérien né le 12 octobre 1931 à El-Biar et mort à Alger le 2 novembre 2021. Il a été défenseur au Havre AC de 1956 à 1958 et de 1962 à 1964.
Entre 1958 et 1962, il fait partie de l'équipe de football du FLN représentant le  Front de libération nationale, mouvement luttant pour l'indépendance de l'Algérie. Il était l'un des titulaires de cette équipe et a participé à de nombreux matchs amicaux. Il est le frère aîné de Abderrahmane, également joueur du Havre.
Il meurt le 2 novembre 2021 à l'âge de 90 ans .

## Source
- Marc Barreaud, Dictionnaire des footballeurs étrangers du championnat professionnel français (1932-1997), l'Harmattan, 1997. cf. notice du joueur page 81.